# سیارک ۱۸۳۸۱
سیارک ۱۸۳۸۱ (به انگلیسی: 18381 Massenet، نامگذاری:1991YU)۱۸۳۸۱مین سیارک کشف شده‌است که در ۳۰ دسامبر ۱۹۹۱ کشف شد.